# Seicercus montis
Seicercus montis là một loài chim trong họ Phylloscopidae.